# Headstrong (sång)
Headstrong är en låt av Ashley Tisdale från hennes debutalbum, Headstrong.
Låten är med på soundtracket till filmen Bring It On: In It to Win It, som bland annat har Ashleys syster, Jennifer i en av rollerna. Låten sjöngs även under turnén High School Musical: The Concert och även under hennes soloturné, Headstrong Tour Across America.
I låten finns det sampling av Gwen Stefanis sång Hollaback Girl. Headstrong hamnade som bäst på plats nummer 21 på Billboard Bubbling Under Hot 100 Singles-lista.
När He Said She Said släpptes i december 2006, var Headstrong planerad att bli den andra singeln som släpptes, och We'll Be Together, den tredje. Men istället blev det ändringar och låten Be Good to Me, blev den andra singeln som släpptes. Genom ändringen ställdes planerna på att släppa ”Headstrong” som singel in.
Headstrong har använts för att marknadsföra radiokanalen Radio Disney, i USA.